# Theodor Decker
Aleksander Theodor Decker (1er décembre 1838 à Helsinki – 3 avril 1899 à Helsinki) est un architecte finlandais.

## Ouvrages principaux
- 1877, Villa Aino Ackté, Laajasalo, Helsinki.
- 1881, Église Alexandre de Tampere[1], Tampere.
- 1883, Ancienne Banque de Finlande[2], Torikatu 10, Oulu
- 1885, Église de Sipoo.
- 1886,  Église de Liljendal.
- 1894, Musée d'art de Joensuu (fi)[3].
- 1883, Kalliolinnantie 7, Helsinki.
- Villa Kleineh, Itäinen Puistotie 7, Helsinki, modifications conçues avec Jean Wiik.
- Mariankatu 5, Helsinki, restauration[4].
- 1899, Lycée Sibelius, Liisankatu 13[5].
- 1874, Église de Kivijärvi, à partir des plans de Jaakko Kuorikoski[6].
- Bâtiment du Parc de Tullisaari[7].

## Galerie

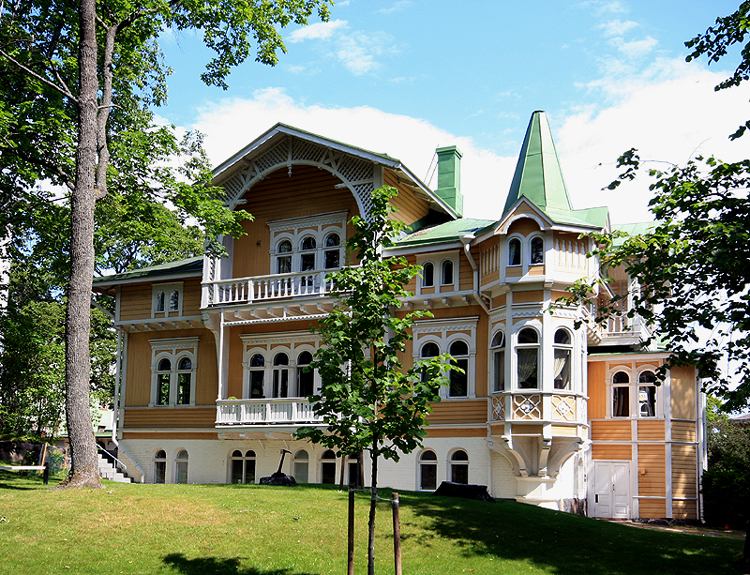
Kalliolinnantie 7, Helsinki.
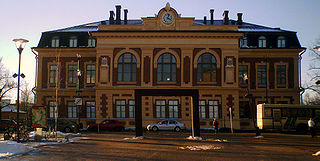
Musée d'art de Joensuu (fi).
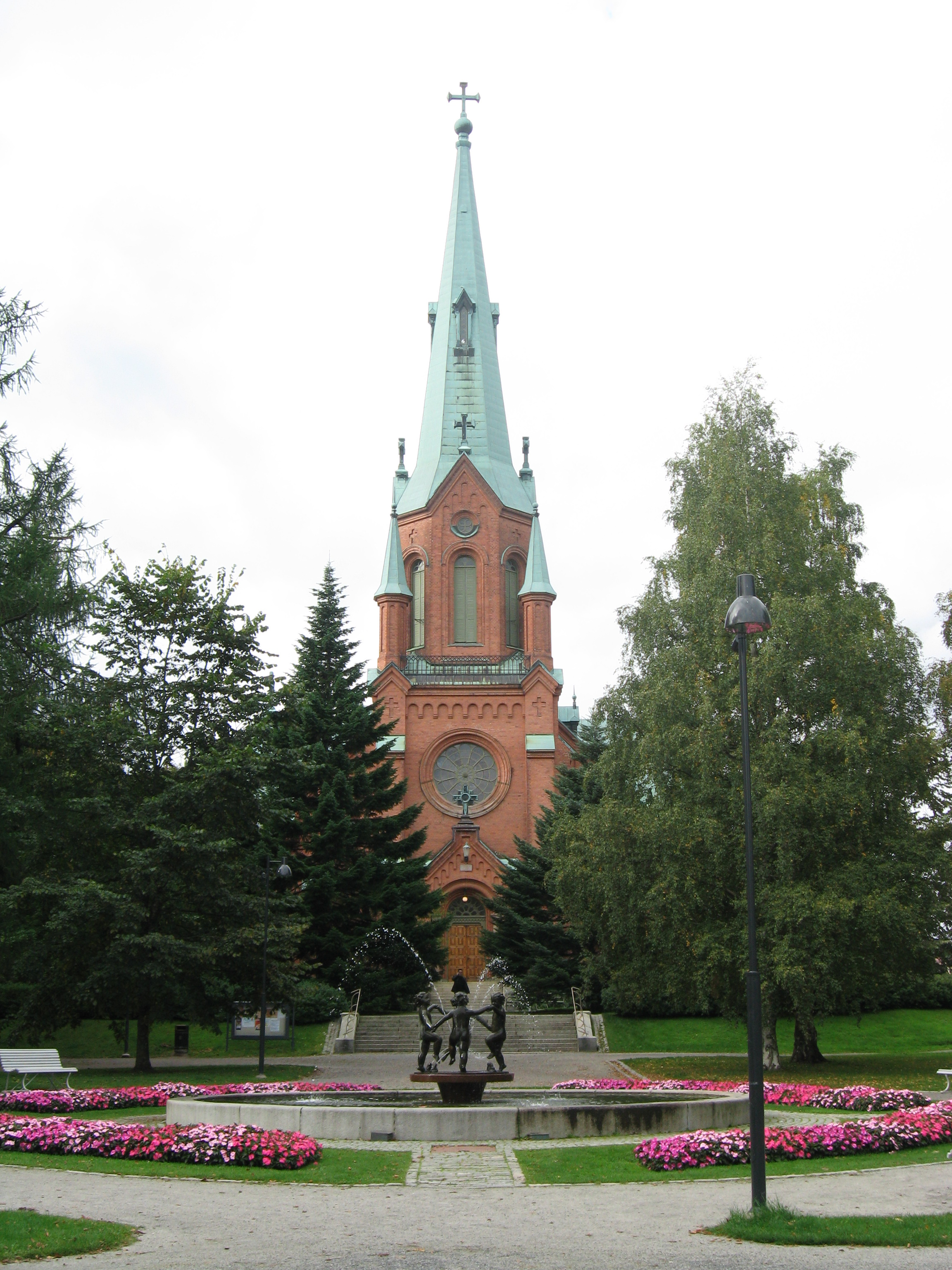
Église Alexandre de Tampere.
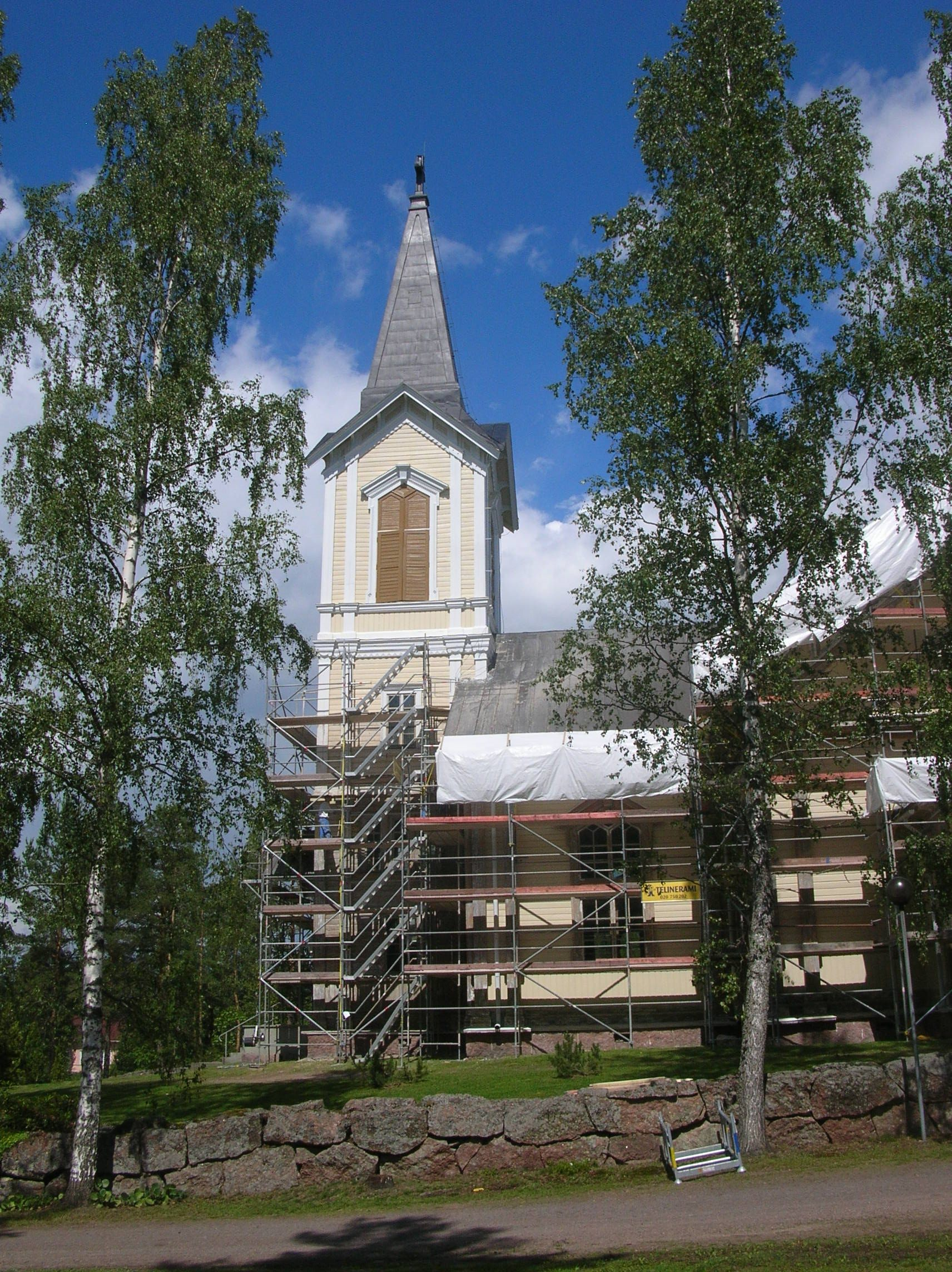
Église de Liljendal
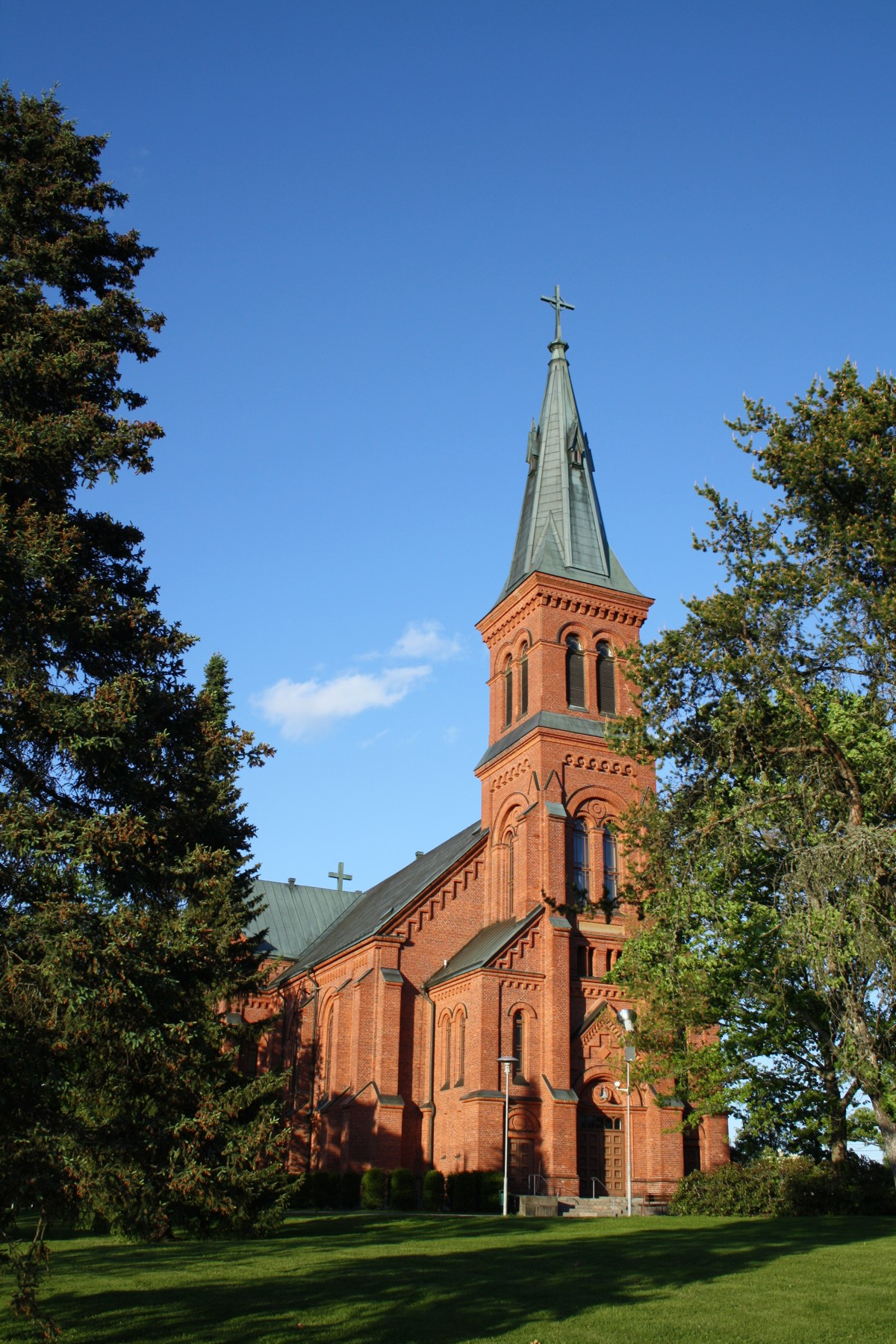
Nouvelle église de Sipoo.
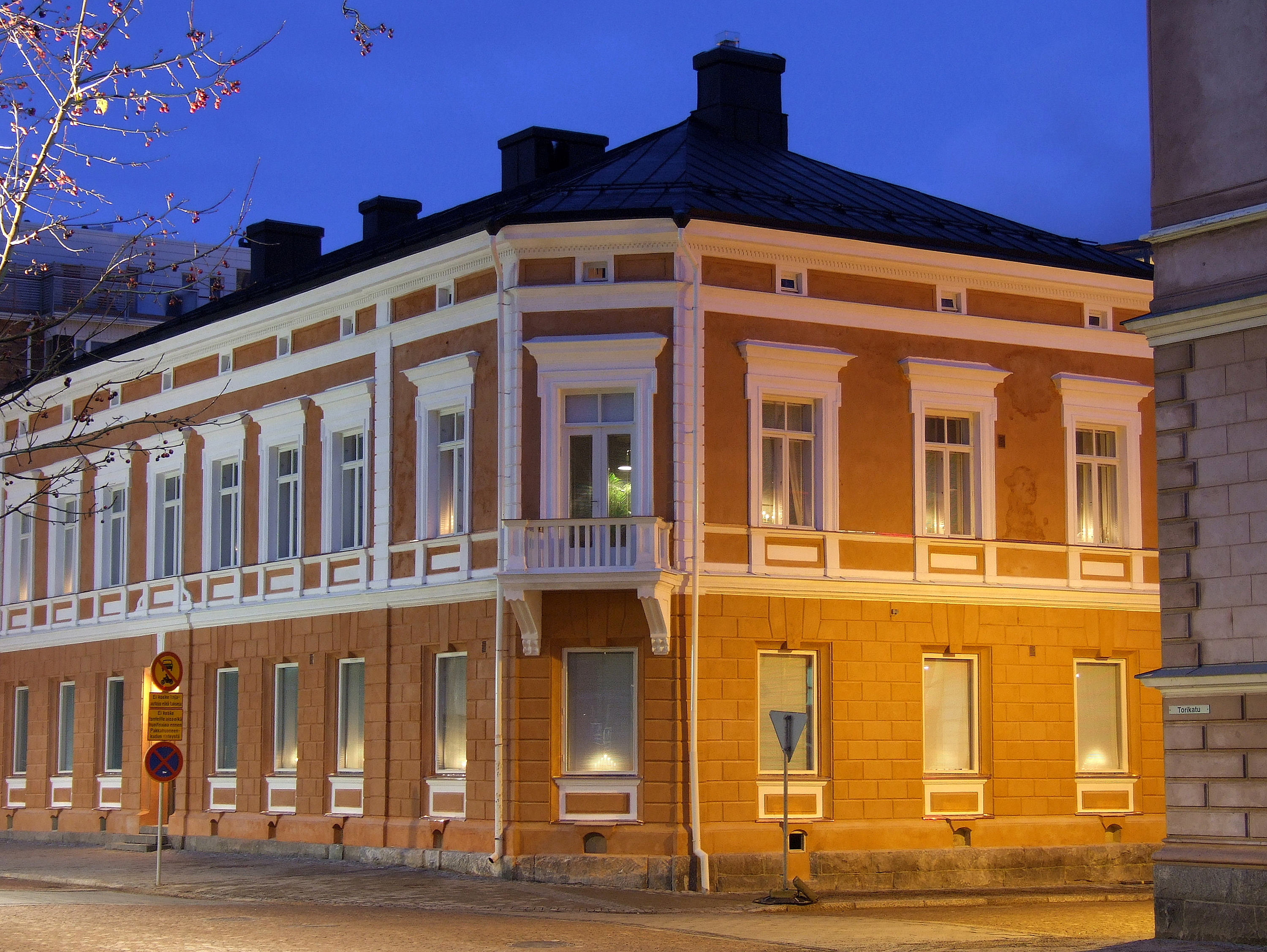
Ancien siège de la Banque de Finlande à Oulu.
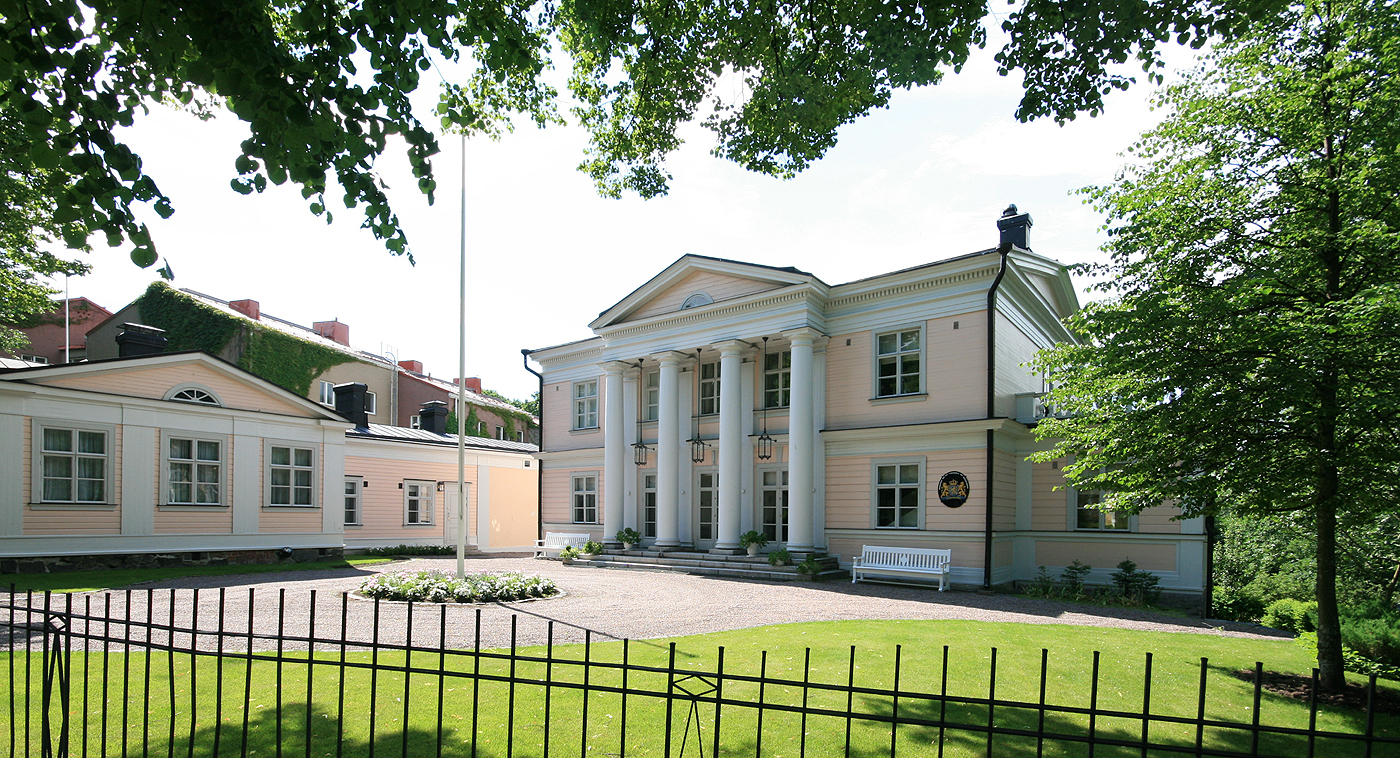
Villa Kleineh à Helsinki.